# Кохання та пристрасть. Даліда
«Кохання та пристрасть. Даліда» (фр. Dalida) ― французька біографічна драма 2016 року про життя співачки та акторки Даліди, у якої по всьому світу було продано понад 140 мільйонів платівок. Сценарист, режисер та співпродюсер фільму — Ліза Азуельос.

## Сюжет
Фільм розповідає про історію життя відомої співачки Даліди (Свева Альвіті). Ця надзвичайна жінка народилася в 1933 році в Каїрі, мала неймовірну красу й унікальний голос, здобула популярність у 1950-х роках, співаючи французькою, італійською, іспанською, арабською та німецькою мовами, завдяки чому змогла підкорити Олімп музики. Її чарівний голос завоював любов мільйонів фанатів по всьому світу і, здавалося, вона досягла в житті всього, про що коли-небудь мріяла. У неї було все: слава, гроші, шанувальники. Однак насправді Даліда була нещасна, оскільки так і не змогла знайти ідеальне кохання, про яке мріяла все своє життя. Звичайно ж, у неї були стосунки з чоловіками, але жоден з партнерів не став тим єдиним, з яким вона прожила б усе своє життя. Ніхто з них не реагував на проблеми, що вплинули на Даліду аж ніяк не безслідно... Вона померла 1987 року в Парижі й похована на цвинтарі Монмартр.

## Ролі виконують
- Свева Альвіті —  Йоланда Крістіна Джильйотті, «Даліда»
- Ріккардо Скамарчо — Бруно Джильйотті, «Орландо»
- Жан-Поль Рув — Люсьєн Морісс[fr]
- Нільс Шнайдер — Жан Собеський[fr]
- Алессандро Боргі — Луїджі Тенко
- Ніколя Дювошель — Рішар Шанфре[fr]
- Венсан Перес — Едді Баркле